# Suður-Þingeyjarsýsla

Suður-Þingeyjarsýsla

Die Suður-Þingeyjarsýsla ist ein Bezirk im Norden Islands.
Mit einer Ausdehnung von 11.134 km² ist er flächenmäßig der größte Bezirk in Island. Er reicht im Westen bis an den Eyjafjörður, im Süden ins Hochland und den Vatnajökull. Nach Osten reicht der Bezirk bis an die Jökulsá á Fjöllum.
Die Suður-Þingeyjarsýsla liegt im Wahlkreis Norðausturkjördæmi.